# Баскетбол на летней Универсиаде 2019
Баскетбол на летней Универсиаде 2019 — соревнования по баскетболу в рамках летней Универсиады 2019 года пройдут с 3 июля по 11 июля на трёх площадках в итальянских городах Неаполь, Авеллино и Казерта. Будут разыграны 2 комплекта наград у мужчин и у женщин.

## История
Турнир по баскетболу на Универсиадах является одним из обязательных командных видов спорта. Команд-участниц в Турине в 1959 году было 15, и Советский Союз завоевал первую золотую медаль. В следующей раз в Софии турнир был открыт и для женских сборных. 16 команд будут принимать участие в Неаполе в 2019 году в мужском и женском турнире.

## Правила участия
Мероприятия по баскетболу будут организованы в соответствии с последними техническими правилами Международной федерации Баскетбола.
В соответствии с Положением FISU, спортсмены должны соответствовать следующим требованиям для участия во Всемирной универсиаде (статья 5.2.1):
- До соревнований допускаются студенты обучающиеся в настоящее время в высших учебных заведениях, либо окончившие ВУЗ не более года назад.
- Все спортсмены должны быть гражданами страны, которую они представляют.
- Участники должны быть старше 17-ти лет, но младше 28-ми лет на 1 января 2019 года (то есть допускаются только спортсмены родившиеся между 1 января 1991 года и 31 декабря 2001 года).

## Календарь
| ЦО | Церемония открытия | ● | Квалификации | 2 | Финалы соревнований | ЦЗ | Церемония закрытия |

| Июль      | 2 Вт | 3 Ср | 4 Чт | 5 Пт | 6 Сб | 7 Вс | 8 Пн | 9 Вт | 10 Ср | 11 Чт | 12 Пт | 13 Сб | 14 Вс | Соревнования |
| --------- | ---- | ---- | ---- | ---- | ---- | ---- | ---- | ---- | ----- | ----- | ----- | ----- | ----- | ------------ |
| Баскетбол |      | ●    | ●    | ●    | ●    | ●    | ●    | ●    | 1     | 1     |       |       | ЦЗ    | 2            |

## Соревнования среди мужских команд

### Групповой раунд
| Команда   | И | О |
| --------- | - | - |
| Израиль   | 3 | 6 |
| Австралия | 3 | 5 |
| Чехия     | 3 | 4 |
| Мексика   | 3 | 3 |

| Команда   | И | О |
| --------- | - | - |
| Латвия    | 3 | 5 |
| Аргентина | 3 | 5 |
| Хорватия  | 3 | 4 |
| Россия    | 3 | 4 |

| Команда   | И | О |
| --------- | - | - |
| США       | 3 | 6 |
| Украина   | 3 | 5 |
| Финляндия | 3 | 4 |
| Китай     | 3 | 3 |

| Команда  | И | О |
| -------- | - | - |
| Канада   | 3 | 6 |
| Германия | 3 | 5 |
| Италия   | 3 | 4 |
| Норвегия | 3 | 3 |

## Соревнования среди женских команд

### Групповой раунд
| Команда | И | О |
| ------- | - | - |
| Япония  | 3 | 6 |
| Чехия   | 3 | 5 |
| Венгрия | 3 | 4 |
| Украина | 3 | 3 |

| Команда    | И | О |
| ---------- | - | - |
| Португалия | 3 | 6 |
| Россия     | 3 | 5 |
| Румыния    | 3 | 4 |
| Аргентина  | 3 | 3 |

| Команда  | И | О |
| -------- | - | - |
| США      | 3 | 6 |
| Тайвань  | 3 | 5 |
| Словакия | 3 | 4 |
| Мексика  | 3 | 3 |

| Команда   | И | О |
| --------- | - | - |
| Австралия | 3 | 6 |
| Китай     | 3 | 5 |
| Финляндия | 3 | 4 |
| Канада    | 3 | 3 |

### Плей-офф
| Стадия     | Команда 1  | Команда 2 | Счет  |
| ---------- | ---------- | --------- | ----- |
| 1/4 финала | Австралия  | Тайвань   | 81:72 |
| 1/4 финала | Португалия | Чехия     | 60:44 |
| 1/4 финала | США        | Китай     | 87:79 |
| 1/4 финала | Япония     | Россия    | 89:83 |

### Дисциплины
| Дисциплина           | Золото    | Серебро | Бронза     |
| -------------------- | --------- | ------- | ---------- |
| Мужские соревнования | США       | Украина | Австралия  |
| Женские соревнования | Австралия | США     | Португалия |

## Медальный зачёт в баскетболе
| Место | Страна    | Золото | Серебро | Бронза | Всего |
| ----- | --------- | ------ | ------- | ------ | ----- |
| 1     | Канада    | 0      | 0       | 0      | 0     |
| 2     | Франция   | 0      | 0       | 0      | 0     |
| 3     | Россия    | 0      | 0       | 0      | 0     |
| 4     | Италия    | 0      | 0       | 0      | 0     |
| 5     | Япония    | 0      | 0       | 0      | 0     |
| 6     | Аргентина | 0      | 0       | 0      | 0     |
| Всего | Всего     | 2      | 2       | 2      | 6     |